# Théville
Théville és un municipi francès situat al departament de la Manche i a la regió de Normandia. L'any 2007 tenia 314 habitants.

## Demografia

### Població
El 2007 la població de fet de Théville era de 314 persones. Hi havia 119 famílies de les quals 20 eren unipersonals (12 homes vivint sols i 8 dones vivint soles), 41 parelles sense fills, 50 parelles amb fills i 8 famílies monoparentals amb fills.
La població ha evolucionat segons el següent gràfic:
Habitants censats

### Habitatges
El 2007 hi havia 129 habitatges, 121 eren l'habitatge principal de la família, 5 eren segones residències i 3 estaven desocupats. 126 eren cases i 2 eren apartaments. Dels 121 habitatges principals, 100 estaven ocupats pels seus propietaris, 19 estaven llogats i ocupats pels llogaters i 2 estaven cedits a títol gratuït; 1 tenia una cambra, 9 en tenien dues, 9 en tenien tres, 35 en tenien quatre i 66 en tenien cinc o més. 112 habitatges disposaven pel capbaix d'una plaça de pàrquing. A 47 habitatges hi havia un automòbil i a 66 n'hi havia dos o més.

### Piràmide de població
La piràmide de població per edats i sexe el 2009 era:
| Homes | Edats   | Dones |
| ----- | ------- | ----- |
| 0     | 95 o +  | 0     |
| 0     | 90 a 94 | 0     |
| 4     | 85 a 89 | 4     |
| 4     | 80 a 84 | 0     |
| 4     | 75 a 79 | 4     |
| 8     | 70 a 74 | 4     |
| 0     | 65 a 69 | 0     |
| 8     | 60 a 64 | 16    |
| 4     | 55 a 59 | 8     |
| 8     | 50 a 54 | 4     |
| 4     | 45 a 49 | 8     |
| 20    | 40 a 44 | 8     |
| 4     | 35 a 39 | 8     |
| 12    | 30 a 34 | 12    |
| 12    | 25 a 29 | 4     |
| 8     | 20 a 24 | 0     |
| 8     | 15 a 19 | 0     |
| 0     | 10 a 14 | 12    |
| 16    | 5 a 9   | 0     |
| 4     | 0 a 4   | 12    |

## Economia
El 2007 la població en edat de treballar era de 202 persones, 131 eren actives i 71 eren inactives. De les 131 persones actives 121 estaven ocupades (72 homes i 49 dones) i 10 estaven aturades (2 homes i 8 dones). De les 71 persones inactives 24 estaven jubilades, 25 estaven estudiant i 22 estaven classificades com a «altres inactius».

### Ingressos
El 2009 a Théville hi havia 119 unitats fiscals que integraven 305 persones, la mediana anual d'ingressos fiscals per persona era de 19.436 €.

### Activitats econòmiques
Dels 7 establiments que hi havia el 2007, 2 eren d'empreses de fabricació d'altres productes industrials, 1 d'una empresa de construcció, 1 d'una empresa de comerç i reparació d'automòbils, 1 d'una empresa d'hostatgeria i restauració i 2 d'empreses de serveis.
L'únic servei als particulars que hi havia el 2009 era un restaurant.
L'any 2000 a Théville hi havia 22 explotacions agrícoles que ocupaven un total de 506 hectàrees.

## Poblacions més properes
El següent diagrama mostra les poblacions més properes.